# 毛接骨木
毛接骨木（学名：Sambucus williamsii var. miquelii）为五福花科接骨木属下的一个变种。

## 扩展阅读
- 維基物種上的相關：毛接骨木